# Perun

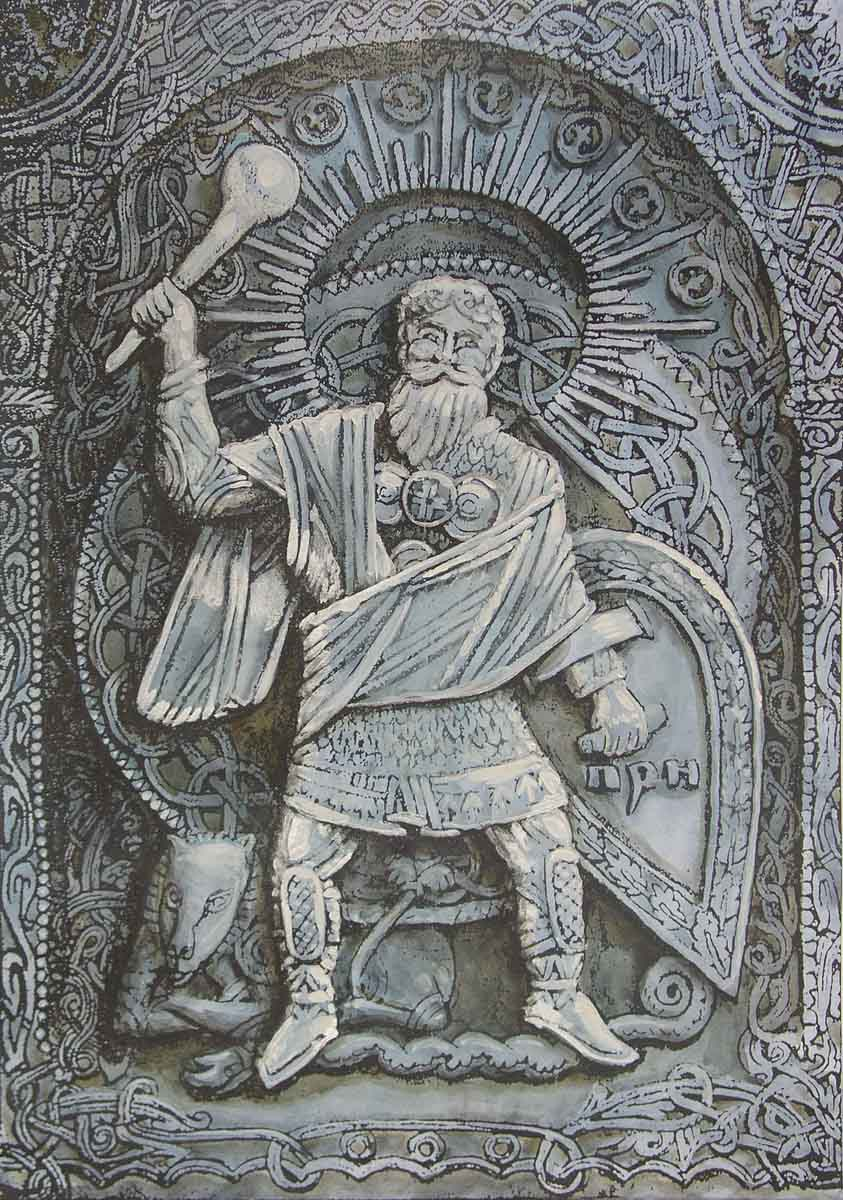
Il·lustració de 1998 de Perun per Maximilián Presniakov.

En la mitologia eslava, Perun (Perun o Parom en eslovac) és el déu suprem del panteó, déu del tro i del llamp. Els seus altres atributs són la muntanya, el roure, l'àliga, el firmament (en les llengües indoeuropees aquest concepte tenia el sema de cel de pedra), el cavall i el carro, com a armes tenia el martell, la destral i la fletxa. Era també el déu de la guerra i del foc. Al principi se'l va associar amb les armes fetes de pedra i després amb les de metall.

## Etimologia i toponímia
Perun està relacionat estretament amb Perkūnas/Pērkons, una deïtat de la mitologia bàltica, amb el que podria ser que originalment fos compartida pels pobles bàltics i els eslaus. Es pot observar que deriva del déu del tro protoindoeuropeu, el nom original del qual ha estat reconstruït com a Perkwunos. Etimològicament, l'arrel inicial perkwu podria haver significat roure, però en eslau va canviar a per- amb el sentit de "copejar, matar". Dret i justícia, pravo i pravda probablement provenen de la mateixa arrel, així com les paraules russes per a dret, justícia i veritat: ПРАВЫЙ (práviy), СПРАВЕДЛИВОСТЬ (spravedlívost') i ПРАВДА (pravda). Aquest mateix patró es pot trobar en altres llengües eslaves.

Les Gromoviti znaci o marques del tro com aquestes són antics símbols de Perun, que en ocasions es veien sobre les teulades de les cases en els llogarets, sobretot en les dels eslaus orientals, per protegir-les dels llamps.

És evident que va ser conegut entre les diverses branques de les famílies eslaves a causa de l'enorme nombre de topònims que porten el seu nom: Perun, Perunac, Perunovac, Perunić o Perunsko a Croàcia; Perunja ves, Perunji vrh, Pernovska gorca, Pernjak, Perovec o Perudina a Eslovènia; molts Perun a Bòsnia; Perun i Perunike a Macedònia del Nord; Pirin (el nom d'una muntanya) a Bulgària i Percunust, Prohn o Pronstorf a Alemanya de l'Est, originaris aquests últims del Peron de tribus eslaves occidentals com els sòrabs. Aquests noms avui denominen muntanyes, però a l'edat mitjana també grans roures, arbredes sagrades i fins i tot pobles sencers o ciutadelles s'anomenaven Perun. Així mateix, com vam esmentar anteriorment, en ucraïnès i el polonès piorun significa "llamp". Entre els eslaus meridionals, la planta de muntanya Iris germanica és coneguda popularment com a perunika ("la planta de Perun") i de vegades també se la coneix com a bogisha ("la planta de déu"), ja que es creia que naixia a la terra on havia caigut un llamp.

## Mitologia
En la mitologia eslava, el món tenia forma d'arbre sagrat, normalment un roure, amb les branques i el tronc que representaven el món del cel i els món dels mortals, mentre que les seves arrels representaven el submon, el regne dels morts. Perun era el governant del món dels vius, del cel i la terra, sovint simbolitzat per una àguila posada a la part alta de la branca més alta, des d'on atalaiava el món. En el més profund de les branques estava emplaçat el seu enemic, simbolitzat per una serp o un drac: Volos, déu aquàtic del submon, qui provocava contínuament a Perun robant-li el bestiar, els fills o l'esposa. Perun perseguia Volos atacant-lo amb els seus llamps des del cel, però Volos sempre aconsegueix fugir transformant-se en diversos animals o amagant-se en arbres, cases o persones. Onsevulla que queia un llamp, segons les creences populars, era un lloc després del qual Volos s'hauria amagat. Al final, Perun les hi va arreglar per matar a Volos o per retornar-li al seu submon aquàtic (el que, a l'efecte del mite, ve a ser el mateix). El déu suprem restablia així l'ordre en el món després de l'arribada del seu caòtic enemic. Llavors, podia situar-se un altre cop a la part alta de l'arbre de l'univers i proclamar orgullós al seu oponent de les arrels: Ңi, таm твое место, таm сабе бiдз! ("Aquest és el teu lloc, queda't aquí doncs!". Aquesta frase, agafada d'un conte popular belarús que narrava la lluita entre el bé i el mal, és un romanent de l'antiga dita que feia referència al mite. Per als eslaus, el simbolisme mitològic d'un déu celestial que lluita contra el seu enemic usant llamps i trons era extremadament important. A partir de Perun i Volos el concepte de "batalla còsmica" va passar a la versió cristiana en forma de la lluita entre Déu i el Diable.

## Déu de la guerra
En la classificació realitzada per Georges Dumézil, Perun era el déu del poder militar, el déu de la guerra, i com a tal tenia una àmplia gamma d'armes fantàstiques. Es creia que els llamps i les fletxes eren de pedra. Segons les creences populars, la fulgurita i la belemnita, així com algunes restes d'utensilis prehistòrics trobats, són restes d'aquestes armes. Diversos països eslaus denominen a aquestes restes "pedres de Perun", "pedres del tro" i "fletxes de Perun"; altres denominacions són "dits del diable", "dits de Déu" i "dits de la Verge". A Lituània els anomenen "dits de Berkun". Es creia que aquestes pedres del tro de vegades retornaven al cel transportades pel vent després de romandre a la terra durant set anys. Les armes de Perun servien de protecció contra la mala sort, la màgia negra, les malalties i, per descomptat, contra el llamp.
Perun posseeix una altra arma en el seu arsenal, tan destructiva com les seves fletxes de pedra de foc i molt més rara: les mítiques pomes daurades. Encara que no semblin una arma, en moltes llegendes eslaves les pomes daurades apareixen com l'artefacte de destrucció definitiu. Un exemple d'això ho podem veure en aquesta cançó popular bosniana que té importants elements mitològics:
... Et izvadi tri jabuke zlatne
I baci ih nebu o visine...
...Tri munje od neba pukose
Jedna gadja dva djevera mlada,
Druga gadja pashu na dorinu,
Treca gadja svata sest stotina,
Ne utece oka za svjedoka,
Ni dona kaze, kako pogibose.
"... Llavors va agafar les tres pomes daurades
I les va llançar al cel...
... Tres llamps van caure del cel,
Un li va donar a dos cunyats,
Un altre li va donar a Pasha i al seu cavall,
El tercer li va donar a sis-cents convidats d'unes noces,
Ni un sol ull va quedar de testimoni
Ni que dir com van morir."

## Altres simbologies
Es pensa que les mítiques pomes daurades són símbols d'una descàrrega atmosfèrica molt cridanera però encara més rara, el llamp globular. El mateix succeeix amb les marques del tro del folklore eslau oriental.
Com Perkūnas, de la mitologia bàltica, es pensava que Perun tenia múltiples aspectes. En una cançó bàltica, es diu que en realitat hi ha un nou Perkunas. Així mateix, es van descobrir restes d'un antic santuari dedicat a Perun en el monestir de Peryn, a Nóvgorod, que estava format per una àmplia plataforma circular disposada al voltant d'una estàtua, envoltada per una rasa amb vuit absis que contenien al seu torn altars per a sacrificis i probablement algunes estàtues addicionals. El plànol general del santuari dona fe del simbolisme que tenia el número nou, la qual cosa s'interpreta com que Perun, de fet, tenia nou fills (o vuit fills sent ell, el pare, el novè Perun). També és de destacar que en algunes cançons eslaves s'esmenta a nou germans sense nom.
De les comparacions amb la mitologia bàltica i de la resta de fonts del folklore eslau, es pot observar que Perun estava casat amb el Sol, també anomenat Perynia. No obstant això, compartia la seva dona amb el seu enemic, Volos, ja que cada nit el Sol s'enfonsava en l'horitzó per anar al submon, el regne dels morts que governava Volos. Aquesta pot haver estat la principal causa de l'enemistat entre tots dos déus.
Com a molts altres déus del tro indoeuropeus, la hipòstasi vegetal de Perun va ser el roure, especialment un de particularment robust i prominent. En les tradicions dels eslaus meridionals, es col·locaven roures marcats per senyalitzar les fronteres i les comunitats que es trobaven en aquests llocs rebien visites durant els dies sagrats de cada llogaret, sobretot en la primavera tardana i a l'estiu. S'han localitzat nombrosos santuaris o temples dedicats a Perun bé a la part alta de muntanyes i pujols, o bé en arbredes sagrades sota antics roures. Normalment aquests llocs eren molt usats per adorar i realitzar sacrificis (de braus, bous, carners i ous). Pel que sembla es van sacrificar també éssers humans en honor de Perun: segons la Crònica Primera, eren presoners de guerra durant els nou dies de les festivitats sagrades, que se celebraven a meitat de l'estiu. A més de l'associació d'arbres, Perun tenia una associació de dia de la setmana (dijous) i l'associació de materials (estany).

## Perun postcristià
Amb l'arribada del cristianisme, les esglésies van tenir moltes dificultats a imposar el culte del déu suprem. L'any 998, la família reial de Vladimir el Gran i tot el poble van ser batejats col·lectivament. Va ordenar que les estàtues de Perun que ell mateix havia erigit antigament, fossin destronades, enderrocades amb gran deshonor i arrossegades pels carrers on eren colpejades amb pals. A continuació, els ídols van ser llançats als rius.
A l'est, l'Església Ortodoxa Russa amb el temps va poder transferir moltes de les característiques de Perun a Sant Elies, basant-se en l'Antic Testament, on es diu que va pujar als cels en un carro de foc. Als eslaus els va semblar prou convincent, en assemblar-se al concepte del déu del tro i els seus llamps. L'Església catòlica va proposar sant Miguel Arcàngel, que en ésser el capdavanter dels exèrcits celestials que van derrotar Satan, també semblava un bon substitut de Perun. En algunes localitats, el déu eslau va ser també substituït per sant Vito, encara que es discuteix si va ser una qüestió fonètica, en semblar-se a un altre déu important, Svantovit. No obstant això, és probable que en l'època del paganisme el culte a Perun hagués de competir amb el de Svantovit.